# 73-й артиллерийский полк
73-й артиллерийский полк — воинское подразделение Вооружённых сил СССР во время Великой Отечественной войны.

## История
Сформирован 01.11.1941 в составе 14-й армии путём переформирования 208-го гаубичного артиллерийского полка 52-й стрелковой дивизии.
В составе действующей армии с 01.11.1941 по 28.02.1942 года.
Являлся армейским артиллерийским полком 14-й армии
28.02.1942 переименован в 471-й пушечный артиллерийский полк

## Полное наименование
- 73-й артиллерийский полк 14-й армии (до 1942 года 73-й артиллерийский полк Резерва Верховного Главнокомандования)

## Подчинение
| Дата            | Фронт (округ)    | Армия      | Корпус (группа) | Примечания |
| --------------- | ---------------- | ---------- | --------------- | ---------- |
| 01.11.1941 года | Карельский фронт | 14-я армия | -               | -          |
| 01.12.1941 года | Карельский фронт | 14-я армия | -               | -          |
| 01.01.1942 года | Карельский фронт | 14-я армия | -               | -          |
| 01.02.1942 года | Карельский фронт | 14-я армия | -               | -          |

## Другие артиллерийские полки с тем же номером
- 73-й корпусной артиллерийский полк